# Marko Alvir
Marko Alvir (ur. 23 lipca 1994 w Zagrzebiu) – chorwacki piłkarz, pomocnik, występujący w czeskim klubie Slavia Praga. Młodzieżowy reprezentant Chorwacji.